# ルイーズ・ファゼンダ
ルイーズ・ファゼンダ（Louise Fazenda、1895年6月17日 - 1962年4月17日）は、アメリカ合衆国の女優。

## 主な出演作品
- 断髪恥かし Bobbed Hair (1925)
- ハレムの貴婦人 The Lady of the Harem (1926)
- 指紋名探偵 Finger Prints (1927)
- 本塁打王 Babe Comes Home (1927)
- ノアの箱船 Noah's Ark (1928)
- 浮気成金 No, No, Nanette (1930)
- 噂の姫君 Misbehaving Ladies (1931)
- 新旧恋の三段返し Cradle Snatchers (1927)
- 不思議の国のアリス Alice in Wonderland (1933)
- キャラヴァン Caravan (1934)
- ワンダー・バー Wonder Bar (1934)
- コリーン Colleen (1936)